# Hyphoraia dejeani
Hyphoraia dejeani is een vlinder uit de familie van de spinneruilen (Erebidae), onderfamilie beervlinders (Arctiinae). De wetenschappelijke naam van de 
soort is voor het eerst geldig gepubliceerd in 1822 door Godart.
Deze nachtvlinder komt voor in Europa.